# Mia McKenna-Bruce
Mia Sasha McKenna-Bruce (Londra, 3 luglio 1997) è un'attrice britannica, nota per le sue interpretazioni nelle serie Tracy Beaker Returns (2010-2012), The Dumping Ground (2013-2018), iPlayer Get Even (2020), nei film Persuasion (2022) e in How to Have Sex (2023).

## Filmografia

### Cinema
- Il quarto tipo (2009)
- Persuasione (2022)
- How to Have Sex (2023)

### Televisione
- Holby City (Abi Taylor, 10x15, 2008)
- EastEnders (Penny Branning, 5 episodi, 2008)

## Doppiatrici italiane
Nelle versioni in italiano delle opere in cui ha recitato, Mia McKenna-Bruce è stata doppiata da:
- Agnese Marteddu in Il quarto tipo
- Margherita de Risi in Persuasione
- Laura Croccolino in How to Have Sex

## Riconoscimenti
- BAFTA
  - 2024 – Miglior stella emergente